# آیرون‌منتوین (میشیگان)
آیرون‌منتوین، میشیگان (به انگلیسی: Iron Mountain, Michigan) یک شهر در ایالات متحده آمریکا با جمعیت ۷٬۶۲۴ نفر است که در میشیگان واقع شده‌است.

## موقعیت جغرافیایی
موقعیت جغرافیایی شهرها و مناطق اطراف به شرح زیر است: